# Dikasterium für die ganzheitliche Entwicklung des Menschen
Das Dikasterium für die ganzheitliche Entwicklung des Menschen (lateinisch Dicasterium ad Integram Humanam Progressionem fovendam) ist ein Dikasterium der Römischen Kurie.

## Überblick
Die Behörde wurde von Papst Franziskus durch das Motu proprio Humanam progressionem vom 17. August 2016 gegründet. Das Dikasterium übernahm mit Wirkung vom 1. Januar 2017 als Zentralbehörde der Römischen Kurie die Aufgaben des Päpstlichen Rates für Gerechtigkeit und Frieden, des Päpstlichen Rates Cor Unum, des Päpstlichen Rates der Seelsorge für die Migranten und Menschen unterwegs und des Päpstlichen Rates für die Pastoral im Krankendienst, die in der neuen Behörde aufgingen und mit dem genannten Datum aufgelöst wurden. Die Artikel 142 bis 153 der Apostolischen Konstitution Pastor Bonus, die die Tätigkeit dieser Räte regelten, wurden außer Kraft gesetzt.
Zum ersten Kardinalpräfekten des neuen Dikasteriums ernannte Papst Franziskus am 31. August 2016 mit der Veröffentlichung des Motu Proprios Humanam progressionem den bisherigen Präsidenten des Päpstlichen Rates für Gerechtigkeit und Frieden, Peter Turkson. Die Statuten des Dikasteriums wurden am selben Tage festgelegt und gemäß Art. 5 ad experimentum (lat. „versuchsweise“) genehmigt. Der Art. 1 § 4 bestimmt, dass die Abteilung für Migranten und Flüchtlinge vorübergehend unter der direkten Leitung des Papstes steht.
Fünf Jahre nach der Errichtung des Dikasteriums und nach einer im Sommer 2021 erfolgten Evaluierung ordnete Papst Franziskus die Leitung der Behörde mit Wirkung vom 1. Januar 2022 neu. Zu diesem Zeitpunkt wurde Peter Kardinal Turkson als Präfekt verabschiedet und durch den bisherigen Untersekretär Michael Kardinal Czerny SJ ersetzt. Als Sekretärin blieb Alessandra Smerilli FMA im Amt. Beide Ernennungen erfolgten zunächst „ad interim“ und wurden am 23. April desselben Jahres vom Papst bestätigt.
Die Behörde mit circa 70 Mitarbeitern hat ihren Sitz im Palazzo di San Callisto in Trastevere sowie in der Via della Conciliazione in der Nähe des Petersplatzes.

## Aufgabe und Organisation
Das Dikasterium wurde zur Förderung der ganzheitlichen Entwicklung des Menschen eingesetzt und entspricht der Vorstellung von Papst Franziskus zur „Theorie und Praxis des Menschen“.
Am 20. März 2020 hat Papst Franziskus das Dikasterium gebeten, eine vatikanische COVID-19-Kommission einzurichten, um die Solidarität der Kirche angesichts der COVID-19-Pandemie zum Ausdruck zu bringen und Antworten auf die potenziellen sozioökonomischen Herausforderungen, die sich daraus ergeben, vorzuschlagen.

## Mitglieder
- John Kardinal Ribat (seit 2017)[11]
- Konrad Kardinal Krajewski (seit 2018)[12]
- Matteo Maria Kardinal Zuppi (seit 2020)[13]
- Francesco Kardinal Montenegro (seit 2021)[14]
- Robert Walter Kardinal McElroy (seit 2022)[15]
- Anthony Kardinal Poola (seit 2022)[15]
- Sebastian Kardinal Francis (seit 2023)[16]
- Carlos Kardinal Castillo Mattasoglio (seit 2025)[17]